# Ptilinopus coralensis
Ptilinopus coralensis là một loài chim trong họ Columbidae.